# Aleksandr Ubykin
Aleksandr Siergiejewicz Ubykin, ros. Александр Сергеевич Убыкин (ur. 30 marca 1953 w Ałmaty, Kazachska SRR) – kazachski piłkarz, grający na pozycji bramkarza, trener piłkarski.

## Kariera piłkarska

### Kariera klubowa
Wychowanek Kajratu Ałmaty. W 1970 rozpoczął karierę piłkarską w czwartoligowym zespole Ełektron Psków, który potem zmienił nazwę na Maszynostroitiel. Jesienią 1972 został powołany do służby wojskowej i potem występował w wojskowej drużynie Zwiezda Wyborg. Został zauważony przez skautów SKA Rostów nad Donem i wkrótce został służbowo przeniesiony do wyższoligowego klubu. Po zwolnieniu z wojska w 1976 został zaproszony do Kajratu Ałmaty, w którym występował przez 12 sezonów. W 1988 odszedł do trzecioligowego klubu Traktor Pawłodar. W 1989 przez konflikt przeszedł do RŻSSzM Ałmaty, w którym zakończył karierę piłkarza.

### Kariera reprezentacyjna
W 1979 bronił barw reprezentacji Kazachskiej SRR na Spartakiadzie Narodów ZSRR.

## Kariera trenerska
Po zakończeniu kariery piłkarza rozpoczął pracę szkoleniowca. W 1991 prowadził RŻSSzM Ałmaty. W 1992 został zaproszony do sztabu szkoleniowego Kajratu Ałmaty, gdzie przez ponad 10 lat pomagał trenować bramkarzy klubu. Potem pracował w klubach Cesna Ałmaty, FK Ałmaty i Kajrat-Akademia Ałmaty. W 2013 roku ponownie pomagał trenować bramkarzy Kajratu Ałmaty. W 2015 pracował w Bajterek Astana.

## Sukcesy i odznaczenia

### Sukcesy piłkarskie
SKA Rostów nad Donem
- wicemistrz Pierwoj ligi ZSRR: 1974

Kajrat Ałmaty
- mistrz Pierwoj ligi ZSRR: 1983

### Odznaczenia
- tytuł Mistrza Sportu ZSRR